# Islote Caamaño
Islote Caamaño (también conocido como La Lobería) es el nombre de una pequeña isla del archipiélago de las Galápagos en el país suramericano de Ecuador. Constituye una reserva marina al sur de la más grande isla de Santa Cruz (indefatigable) y al noroeste de la Isla Santa Fe (Barrington).
En el 2010 allí se produjo un accidente cuando por el fuerte oleaje y mal tiempo un yate encalló y sus tripulantes y pasajeros tuvieron que ser rescatados.